# Première circonscription de la Guyane
La première circonscription de la Guyane est l'une des 2 circonscriptions législatives françaises que compte le département de la Guyane (973) situé en région Guyane.
De 1986 à 2012, elle regroupait la préfecture Cayenne et Macouria. Depuis 2012, elle recouvre les 3 communes de l'unité urbaine de Cayenne et 5 commune de la Guyane orientale. Sa commune la plus peuplée est Cayenne et elle était peuplée de 119 901 habitants en 2014.

## Description géographique et démographique

### De 1986 à 2012

Carte de la première circonscription de la Guyane de 1986 à 2012

La première circonscription de la Guyane était délimitée auparavant par le découpage électoral de la loi no 86-1197 du 24 novembre 1986
, elle regroupait les divisions administratives suivantes : Canton de Cayenne Nord-Ouest, Canton de Cayenne Nord-Est, Canton de Cayenne Sud-Ouest, Canton de Cayenne Centre, Canton de Cayenne Sud, Canton de Cayenne Sud-Est, canton de Macouria.
D'après le recensement annuel de la population entre 2004 et 2008, réalisé par l'Institut national de la statistique et des études économiques (INSEE), la population totale de cette circonscription est estimée à 65 803 habitants,.

### Depuis 2012
À la suite du redécoupage des circonscriptions datant de juin 2009, les trois communes du canton de Saint-Georges-de-l'Oyapock (Camopi, Ouanary, Saint-Georges-de-l'Oyapock) et les cantons mono-communaux de Matoury, Approuague-Kaw, Rémire-Montjoly et Roura passent de la première à la deuxième circonscription, tandis que le canton mono-communal de Macouria passe de la première à la deuxième circonscription. La première circonscription comprend alors les cantons suivants : Approuague-Kaw, Cayenne I Nord-Ouest, Cayenne II Nord-Est, Cayenne III Sud-Ouest, Cayenne IV Centre, Cayenne V Sud, Cayenne VI Sud-Est, Canton de Matoury, Canton de Remire-Montjoly, Canton de Roura, Saint-Georges-de-l'Oyapock.
La loi no 2011-884 du 27 juillet 2011 supprimant le conseil général de la Guyane, remplacé par l'Assemblée de Guyane, acte la disparition des cantons. La première circonscription est composée des communes suivantes :

| Nom             | Code Insee | Intercommunalité      | Superficie (km2) | Population (dernière pop. légale) | Densité (hab./km2) |
| --------------- | ---------- | --------------------- | ---------------- | --------------------------------- | ------------------ |
| Camopi          | 97356      | CC de l'Est guyanais  | 10 030           | 2 168 (2022)                      | 0,22               |
| Cayenne         | 97302      | CA du Centre Littoral | 23,6             | 63 956 (2022)                     | 2 710              |
| Matoury         | 97307      | CA du Centre Littoral | 137,19           | 35 551 (2022)                     | 259                |
| Ouanary         | 97314      | CC de l'Est guyanais  | 1 080            | 200 (2022)                        | 0,19               |
| Régina          | 97301      | CC de l'Est guyanais  | 12 130           | 1 657 (2022)                      | 0,14               |
| Remire-Montjoly | 97309      | CA du Centre Littoral | 46,11            | 27 037 (2022)                     | 586                |
| Roura           | 97310      | CA du Centre Littoral | 3 902,5          | 3 382 (2022)                      | 0,87               |
| Saint-Georges   | 97308      | CC de l'Est guyanais  | 2 320            | 4 710 (2022)                      | 2                  |

## Historique des députations
| Législature | Début de mandat | Fin de mandat  | Député             | Parti politique | Observations |
| ----------- | --------------- | -------------- | ------------------ | --------------- | --- |
| VIIIe       | 2 avril 1986    | 14 mai 1988    | Aucun              | Aucun           | Proportionnelle par département, pas de député par circonscription. Mandat écourté à la suite d'une dissolution parlementaire décidée par François Mitterrand. |
| IXe         | 23 juin 1988    | 1er avril 1993 | Élie Castor        | PSG             | |
| Xe          | 2 avril 1993    | 21 avril 1997  | Christiane Taubira | Walwari         | Mandat écourté à la suite d'une dissolution parlementaire décidée par Jacques Chirac. |
| XIe         | 12 juin 1997    | 18 juin 2002   | Christiane Taubira | Walwari         | |
| XIIe        | 19 juin 2002    | 19 juin 2007   | Christiane Taubira | Walwari         | |
| XIIIe       | 20 juin 2007    | 16 juin 2012   | Christiane Taubira | Walwari         | Sa suppléante lui succède après sa nomination comme Garde des Sceaux, ministre de la Justice dans le gouvernement Ayrault I. |
| XIIIe       | 17 juin 2012    | 19 juin 2012   | Audrey Marie       | Walwari         | Sa suppléante lui succède après sa nomination comme Garde des Sceaux, ministre de la Justice dans le gouvernement Ayrault I. |
| XIVe        | 20 juin 2012    | 20 juin 2017   | Gabriel Serville   | PSG             | |
| XVe         | 21 juin 2017    | 1er août 2021  | Gabriel Serville   | PSG             | Après la démission du titulaire, élu Président de l’Assemblée de Guyane, Carine Sinaï Bossou prend ses fonctions le 21 août 2021, mais démissionne le jour même pour conserver son poste de Présidente de la Chambre de commerce et d'industrie de la Guyane. Le siège reste vacant jusqu'aux élections législatives de 2022, la loi ne permettant l'organisation d'une élection partielle après le 13 juin 2021. |
| XVe         | 2 août 2021     | 21 juin 2022   | Aucun              | Aucun           | Après la démission du titulaire, élu Président de l’Assemblée de Guyane, Carine Sinaï Bossou prend ses fonctions le 21 août 2021, mais démissionne le jour même pour conserver son poste de Présidente de la Chambre de commerce et d'industrie de la Guyane. Le siège reste vacant jusqu'aux élections législatives de 2022, la loi ne permettant l'organisation d'une élection partielle après le 13 juin 2021. |
| XVIe        | 22 juin 2022    | 9 juin 2024    | Jean-Victor Castor | MDES            | Mandat écourté à la suite d'une dissolution parlementaire décidée par Emmanuel Macron. |
| XVIIe       | 8 juillet 2024  | En cours       | Jean-Victor Castor | MDES            | |

## Historique des élections

### Élections de 1988
|                | Élie Castor sortant réélu | PSG            | 4 354  | 71,9   |  |  |  |
|                | Flore Peyraud             | RPR (URC)      | 1 559  | 25,74  |  |  |  |
|                | Michel Kapel              | Régionaliste   | 143    | 2,36   |  |  |  |
|                |                           |                |        |        |  |  |  |
| Inscrits       | Inscrits                  | Inscrits       | 15 089 | 100,00 |  |  |  |
| Abstentions    | Abstentions               | Abstentions    | 8 667  | 57,44  |  |  |  |
| Votants        | Votants                   | Votants        | 6 422  | 42,56  |  |  |  |
| Blancs et nuls | Blancs et nuls            | Blancs et nuls | 366    | 5,7    |  |  |  |
| Exprimés       | Exprimés                  | Exprimés       | 6 056  | 94,3   |  |  |  |

Le suppléant d'Élie Castor était Antoine Karam, professeur d'histoire, conseiller général du canton de Cayenne Nord-Est, adjoint au maire de Cayenne.

### Élections de 1993
| Candidat       | Candidat                         | Parti          | Premier tour | Premier tour | Second tour | Second tour |  |
| Candidat       | Candidat                         | Parti          | Voix         | %            | Voix        | %           |  |
| -------------- | -------------------------------- | -------------- | ------------ | ------------ | ----------- | ----------- |  |
|                | Christiane Taubira-Delannon élue | Walwari        | 3 893        | 42,81        | 5 300       | 55,47       |  |
|                | Rodolphe Alexandre               | PSG            | 3 375        | 37,12        | 4 255       | 44,53       |  |
|                | Serge Patient                    | UDF (PR)       | 1 223        | 13,45        |             |             |  |
|                | Roger Loupec                     | Divers droite  | 331          | 3,64         |             |             |  |
|                | Franck Marest                    | FN             | 104          | 1,14         |             |             |  |
|                | Roger Gaumont                    | Divers droite  | 103          | 1,13         |             |             |  |
|                | Arsène Bouyer                    | Extrême gauche | 64           | 0,7          |             |             |  |
|                |                                  |                |              |              |             |             |  |
| Inscrits       | Inscrits                         | Inscrits       | 15 015       | 100,00       | 15 005      | 100,00      |  |
| Abstentions    | Abstentions                      | Abstentions    | 5 461        | 36,37        | 4 889       | 32,58       |  |
| Votants        | Votants                          | Votants        | 9 554        | 63,63        | 10 116      | 67,42       |  |
| Blancs et nuls | Blancs et nuls                   | Blancs et nuls | 461          | 4,83         | 561         | 5,55        |  |
| Exprimés       | Exprimés                         | Exprimés       | 9 093        | 95,17        | 9 555       | 94,45       |  |

### Élections de 1997
| Candidat       | Candidat                           | Parti          | Premier tour | Premier tour | Second tour | Second tour |  |
| Candidat       | Candidat                           | Parti          | Voix         | %            | Voix        | %           |  |
| -------------- | ---------------------------------- | -------------- | ------------ | ------------ | ----------- | ----------- |  |
|                | Christiane Taubira sortante réélue | Walwari        | 3 366        | 49,1         | 5 143       | 64,76       |  |
|                | Victor Joseph                      | PSG            | 1 395        | 20,35        | 2 799       | 35,24       |  |
|                | George Habran-Méry                 | UDF (AD)       | 806          | 11,76        |             |             |  |
|                | Maurice Pindard                    | MDES           | 712          | 10,39        |             |             |  |
|                | Eugénie Rezaire                    | Divers         | 326          | 4,75         |             |             |  |
|                | Maurice Willen Bucher              | FN             | 132          | 1,93         |             |             |  |
|                | Pierre Plagnard                    | GÉ             | 119          | 1,74         |             |             |  |
|                |                                    |                |              |              |             |             |  |
| Inscrits       | Inscrits                           | Inscrits       | 16 912       | 100,00       | 16 912      | 100,00      |  |
| Abstentions    | Abstentions                        | Abstentions    | 9 706        | 57,39        | 8 324       | 49,22       |  |
| Votants        | Votants                            | Votants        | 7 206        | 42,61        | 8 588       | 50,78       |  |
| Blancs et nuls | Blancs et nuls                     | Blancs et nuls | 350          | 4,86         | 646         | 7,52        |  |
| Exprimés       | Exprimés                           | Exprimés       | 6 856        | 95,14        | 7 942       | 92,48       |  |

Le suppléant de Christiane Taubira-Delannon était Louis Lafontaine, conseiller général du canton de Cayenne Sud-Est.

### Élections de 2002
| Candidat       | Candidat                           | Parti            | Premier tour | Premier tour | Second tour | Second tour |  |
| Candidat       | Candidat                           | Parti            | Voix         | %            | Voix        | %           |  |
| -------------- | ---------------------------------- | ---------------- | ------------ | ------------ | ----------- | ----------- |  |
|                | Christiane Taubira sortante réélue | Walwari (PRG)    | 2 992        | 50,44        | 3 927       | 65,27       |  |
|                | Rémy-Louis Budoc                   | UMP              | 1 040        | 17,53        | 2 090       | 34,73       |  |
|                | Nicaise Joseph                     | PSG              | 924          | 15,58        |             |             |  |
|                | Jean-Victor Castor                 | MDES             | 539          | 9,09         |             |             |  |
|                | George Habran-Méry                 | UDF              | 248          | 4,18         |             |             |  |
|                | Sylviane Siger                     | Pôle républicain | 61           | 1,03         |             |             |  |
|                | Robert Euryale                     | UDF              | 60           | 1,01         |             |             |  |
|                | Marie-Noëlle Larrouy               | MNR              | 52           | 0,88         |             |             |  |
|                | André Roussel                      | Divers           | 16           | 0,27         |             |             |  |
|                |                                    |                  |              |              |             |             |  |
| Inscrits       | Inscrits                           | Inscrits         | 19 494       | 100,00       | 19 494      | 100,00      |  |
| Abstentions    | Abstentions                        | Abstentions      | 13 319       | 68,32        | 13 103      | 67,22       |  |
| Votants        | Votants                            | Votants          | 6 175        | 31,68        | 6 391       | 32,78       |  |
| Blancs et nuls | Blancs et nuls                     | Blancs et nuls   | 243          | 3,94         | 374         | 5,85        |  |
| Exprimés       | Exprimés                           | Exprimés         | 5 932        | 96,06        | 6 017       | 94,15       |  |

La suppléante de Christiane Taubira était Eugénie Rézaire, enseignante, conseillère régionale PSG.

### Élections de 2007
| Candidat       | Candidat                            | Parti          | Premier tour | Premier tour | Second tour | Second tour |  |
| Candidat       | Candidat                            | Parti          | Voix         | %            | Voix        | %           |  |
| -------------- | ----------------------------------- | -------------- | ------------ | ------------ | ----------- | ----------- |  |
|                | Christiane Taubira, sortante réélue | Walwari        | 3 116        | 36,67        | 5 695       | 63,41       |  |
|                | Rémy-Louis Budoc                    | UMP            | 2 012        | 23,68        | 3 286       | 36,59       |  |
|                | Antoine Karam                       | PSG            | 1 429        | 16,82        |             |             |  |
|                | Gil Horth                           | FDG            | 930          | 10,95        |             |             |  |
|                | Jean-Marc Aimable                   | Divers         | 309          | 3,64         |             |             |  |
|                | Jemetre Guard                       | Divers gauche  | 226          | 2,66         |             |             |  |
|                | Armand Achille                      | MDES           | 225          | 2,65         |             |             |  |
|                | Franck Dubos                        | UDF–MoDem      | 196          | 2,31         |             |             |  |
|                | Noël Nemouthé                       | Divers         | 54           | 0,64         |             |             |  |
|                |                                     |                |              |              |             |             |  |
| Inscrits       | Inscrits                            | Inscrits       | 22 318       | 100,00       | 22 318      | 100,00      |  |
| Abstentions    | Abstentions                         | Abstentions    | 13 442       | 60,23        | 12 842      | 57,54       |  |
| Votants        | Votants                             | Votants        | 8 876        | 39,77        | 9 476       | 42,46       |  |
| Blancs et nuls | Blancs et nuls                      | Blancs et nuls | 379          | 4,27         | 495         | 5,22        |  |
| Exprimés       | Exprimés                            | Exprimés       | 8 497        | 95,73        | 8 981       | 94,78       |  |

### Élections de 2012
| Candidat       | Candidat             | Parti          | Premier tour | Premier tour | Second tour | Second tour |  |
| Candidat       | Candidat             | Parti          | Voix         | %            | Voix        | %           |  |
| -------------- | -------------------- | -------------- | ------------ | ------------ | ----------- | ----------- |  |
|                | Gabriel Serville élu | PSG            | 3 548        | 28,23        | 8 369       | 54,70       |  |
|                | Joëlle Prévôt-Madère | Divers gauche  | 2 918        | 23,22        | 6 931       | 45,30       |  |
|                | Fabien Canavy        | MDES           | 2 174        | 17,30        |             |             |  |
|                | Claude Plenet        | Divers gauche  | 1 545        | 12,29        |             |             |  |
|                | Michel Dubouillé     | EÉLV           | 697          | 5,55         |             |             |  |
|                | Roland Polycarpe     | Régionaliste   | 666          | 5,30         |             |             |  |
|                | Gamal Hooseinbux     | MoDem          | 385          | 3,06         |             |             |  |
|                | Jésulaure Hyppolyte  | Divers         | 370          | 2,94         |             |             |  |
|                | Monique Guard        | FG             | 265          | 2,11         |             |             |  |
|                |                      |                |              |              |             |             |  |
| Inscrits       | Inscrits             | Inscrits       | 46 389       | 100,00       | 46 389      | 100,00      |  |
| Abstentions    | Abstentions          | Abstentions    | 32 971       | 71,08        | 30 057      | 64,79       |  |
| Votants        | Votants              | Votants        | 13 418       | 28,92        | 16 332      | 35,21       |  |
| Blancs et nuls | Blancs et nuls       | Blancs et nuls | 850          | 6,33         | 1 032       | 6,32        |  |
| Exprimés       | Exprimés             | Exprimés       | 12 568       | 93,67        | 15 300      | 93,68       |  |

### Élections de 2017
Les élections législatives françaises de 2017 ont eu lieu les 10 et 17 juin 2017.
|                                                    | |                           |                           |                          |                          |
|                                                    | | Premier tour 10 juin 2017 | Premier tour 10 juin 2017 | Second tour 17 juin 2017 | Second tour 17 juin 2017 |
|                                                    | |                           |                           |                          |                          |
|                                                    | | Nombre                    | % des inscrits            | Nombre                   | % des inscrits           |
| Inscrits                                           | Inscrits                                                                                              | 53 657                    | 100,00                    | 53 662                   | 100,00                   |
| Abstentions                                        | Abstentions                                                                                           | 40 858                    | 76,15                     | 37 948                   | 70,72                    |
| Votants                                            | Votants                                                                                               | 12 799                    | 23,85                     | 15 714                   | 29,28                    |
|                                                    | |                           | % des votants             |                          | % des votants            |
| Bulletins blancs                                   | Bulletins blancs                                                                                      | 469                       | 3,66                      | 631                      | 4,02                     |
| Bulletins nuls                                     | Bulletins nuls                                                                                        | 253                       | 1,98                      | 381                      | 2,42                     |
| Suffrages exprimés                                 | Suffrages exprimés                                                                                    | 12 077                    | 94,36                     | 14 702                   | 93,56                    |
|                                                    | |                           |                           |                          |                          |
| Candidat Étiquette politique (partis et alliances) | Candidat Étiquette politique (partis et alliances)                                                    | Voix                      | % des exprimés            | Voix                     | % des exprimés           |
|                                                    | |                           |                           |                          |                          |
|                                                    | Gabriel Serville (député sortant) Parti socialiste guyanais                                           | 3 595                     | 29,77                     | 7 546                    | 51,33                    |
|                                                    | Joëlle Prévot-Madère La République en marche                                                          | 3 572                     | 29,58                     | 7 156                    | 48,67                    |
|                                                    | Jemetree Guard Divers gauche (Nou ké rivé)                                                            | 1 262                     | 10,45                     |                          |                          |
|                                                    | Line Létard Walwari (soutenue par Europe Écologie Les Verts et Nouvelle force de Guyane)              | 1 256                     | 10,40                     |                          |                          |
|                                                    | Claire Albanesi La France insoumise                                                                   | 1 082                     | 8,96                      |                          |                          |
|                                                    | Michel Quammie Divers droite (soutenu par Les Républicains et l'Union des démocrates et indépendants) | 743                       | 6,15                      |                          |                          |
|                                                    | Armand Achille Anticolonialiste                                                                       | 216                       | 1,79                      |                          |                          |
|                                                    | Sylvio Leon Létard Régionaliste (Défense des intérêts de la Guyane)                                   | 139                       | 1,15                      |                          |                          |
|                                                    | Julien Deroche Divers gauche                                                                          | 126                       | 1,04                      |                          |                          |
|                                                    | Michel Sabas Divers gauche (ex - Parti socialiste guyanais)                                           | 85                        | 0,70                      |                          |                          |
|                                                    | Arlette Feuillié Union populaire républicaine                                                         | 1                         | 0,01                      |                          |                          |

### Élections de 2022
Les élections législatives françaises de 2022 ont eu lieu les 12 et 19 juin 2022.
Siège vacant à la suite de la démission de Gabriel Serville (Péyi Guyane), qui ne se représente pas.
| Résultats des élections législatives des 12 et 19 juin 2022 de la 1re circonscription de Guyane |                          |                          |                          |              |              |             |             |
| Candidat                                                                                        | Candidat                 | Parti                    | Nuance                   | Premier tour | Premier tour | Second tour | Second tour |
| Candidat                                                                                        | Candidat                 | Parti                    | Nuance                   | Voix         | %            | Voix        | %           |
|                                                                                                 | Yvane Goua,              | TV (NUPES)               | REG                      | 3 122        | 20,77        | 6 951       | 43,47       |
|                                                                                                 | Jean-Victor Castor       | MDES                     | REG                      | 2 601        | 17,30        | 9 038       | 56,53       |
|                                                                                                 | Boris Chong-Sit          | SE                       | DVD                      | 2 349        | 15,62        |             |             |
|                                                                                                 | Joëlle Prévot-Madère     | SE                       | DVD                      | 1 728        | 11,49        |             |             |
|                                                                                                 | Thibault Lechat-Vega     | Péyi G (NUPES)           | DVG                      | 970          | 6,45         |             |             |
|                                                                                                 | Jérôme Harbourg          | RN                       | RN                       | 817          | 5,43         |             |             |
|                                                                                                 | Philippe Bouba           | LFI (NUPES)              | DVG                      | 812          | 5,40         |             |             |
|                                                                                                 | Line Létard              | Walwari (NUPES)          | REG                      | 436          | 2,90         |             |             |
|                                                                                                 | Emmanuel Felissaint      | SE                       | DVG                      | 385          | 2,56         |             |             |
|                                                                                                 | Rudy Stephenson          | SE                       | DVG                      | 383          | 2,55         |             |             |
|                                                                                                 | Alix Madeleine           | SE                       | DVC                      | 344          | 2,29         |             |             |
|                                                                                                 | Christophe Madère        | ex PSG                   | DVG                      | 240          | 1,60         |             |             |
|                                                                                                 | Rolande Chalco-Lefay     | SE                       | DVG                      | 211          | 1,40         |             |             |
|                                                                                                 | Mylène Mathieu           | Péyi G diss.             | DVG                      | 179          | 1,19         |             |             |
|                                                                                                 | Myrtha Cattier           | NFG                      | DVG                      | 144          | 0,96         |             |             |
|                                                                                                 | Aurore Sagne             | SE (NUPES)               | DVG                      | 116          | 0,77         |             |             |
|                                                                                                 | Jessika Delar-René       | SE                       | DVG                      | 112          | 0,74         |             |             |
|                                                                                                 | Yari Contout             | MGR                      | DVG                      | 85           | 0,57         |             |             |
|                                                                                                 |                          |                          |                          |              |              |             |             |
| Votes valides                                                                                   | Votes valides            | Votes valides            | Votes valides            | 15 034       | 96,72        | 15 989      | 93,74       |
| Votes blancs                                                                                    | Votes blancs             | Votes blancs             | Votes blancs             | 303          | 1,95         | 688         | 4,03        |
| Votes nuls                                                                                      | Votes nuls               | Votes nuls               | Votes nuls               | 207          | 1,33         | 379         | 2,22        |
| Total                                                                                           | Total                    | Total                    | Total                    | 15 544       | 100          | 17 056      | 100         |
| Abstention                                                                                      | Abstention               | Abstention               | Abstention               | 41 453       | 72,73        | 39 947      | 70,08       |
| Inscrits / participation                                                                        | Inscrits / participation | Inscrits / participation | Inscrits / participation | 56 997       | 27,27        | 57 003      | 29,92       |

### Élections de 2024
| Candidat                 | Candidat                 | Parti et coalition       | Nuance                   | Premier tour | Premier tour | Second tour | Second tour |
| Candidat                 | Candidat                 | Parti et coalition       | Nuance                   | Voix         | %            | Voix        | %           |
| ------------------------ | ------------------------ | ------------------------ | ------------------------ | ------------ | ------------ | ----------- | ----------- |
|                          | Jean-Victor Castor       | MDES (NFP)               | REG                      | 12 895       | 62,78        | 14 302      | 76,11       |
|                          | Boris Chong-Sit,         | app. GR                  | DVD                      | 3 308        | 16,10        | 4 490       | 23,89       |
|                          | Yvane Goua               | TV                       | REG                      | 2 158        | 10,51        |             |             |
|                          | Olivier Taoumi,          | RAD (RN)                 | RN                       | 1 916        | 9,33         |             |             |
|                          | Jean-Yves Mirakoff       | NFG                      | DVG                      | 264          | 1,29         |             |             |
|                          |                          |                          |                          |              |              |             |             |
| Votes valides            | Votes valides            | Votes valides            | Votes valides            | 20 541       | 97,35        | 18 792      | 96,87       |
| Votes blancs             | Votes blancs             | Votes blancs             | Votes blancs             | 314          | 1,49         | 406         | 2,09        |
| Votes nuls               | Votes nuls               | Votes nuls               | Votes nuls               | 245          | 1,16         | 201         | 1,04        |
| Total                    | Total                    | Total                    | Total                    | 21 100       | 100          | 19 399      | 100         |
| Abstention               | Abstention               | Abstention               | Abstention               | 38 145       | 64,39        | 39 866      | 67,27       |
| Inscrits / participation | Inscrits / participation | Inscrits / participation | Inscrits / participation | 59 245       | 35,61        | 59 265      | 32,73       |